# Leapmotor C11
Leapmotor C11 – elektryczny i hybrydowy samochód osobowy typu SUV klasy średniej produkowany pod chińską marką Leapmotor od 2021 roku.

## Historia i opis modelu

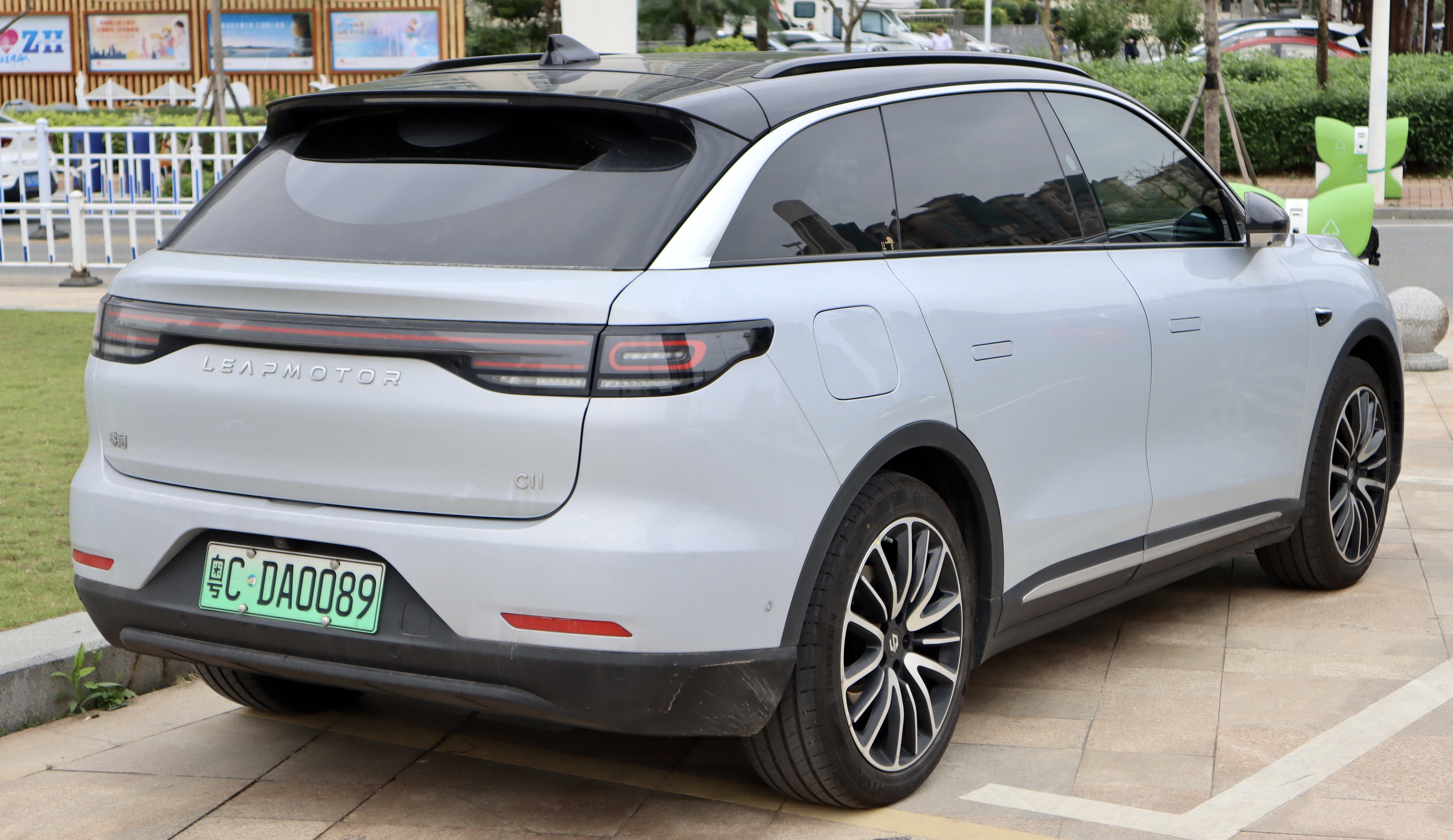
Leapmotor C11 - tył

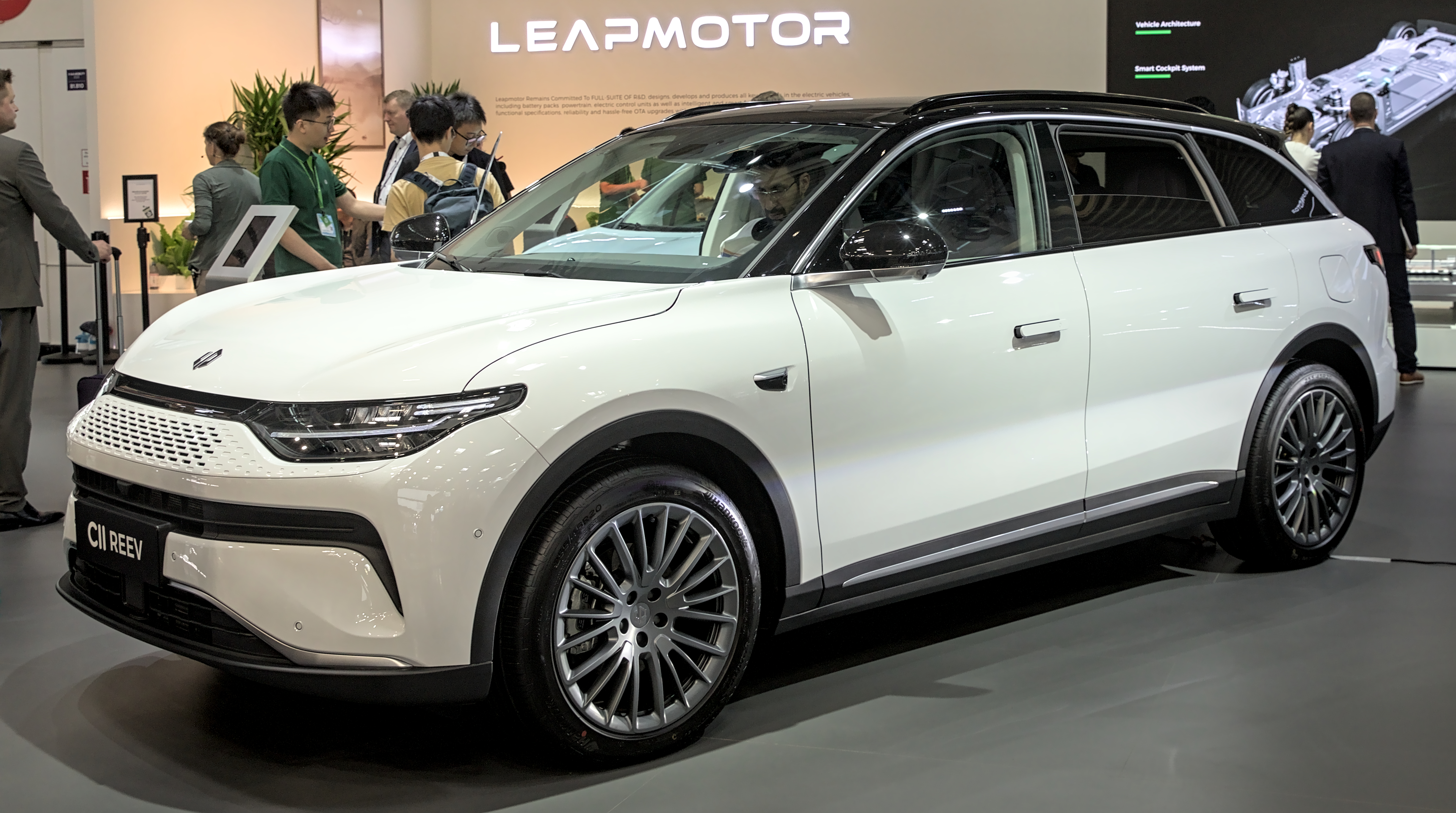
Leapmotor C11 EREV

Studyjną zapowiedzią pierwszego dużego SUV-a chińskiego startupu Leapmotor, który dotychczas koncentrował się na niewielkich samochodach elektrycznych, był prototyp Leapmotor C-More Concept zaprezentowany w maju 2019 roku podczas targów samochodowych Shanghai Auto Show. Produkcyjny model zaprezentowany został półtora roku później, w grudniu 2020 roku jako Leapmotor C11. Samochód przyjął postać średniej wielkości SUV-a z charakterystyczną, obłą sylwetką zdobioną przez oświetlenie LED połączone świetlnymi listwami - zarówno z przodu, jak i z tyłu. Drzwi wyposażone zostały w wysuwane klamki, a także bezramkowe szyby płynnie przechodzące w przechodzącą przez całą długość pojazdu chromowaną listwę.
Siedmioosobowa kabina pasażerska została doświetlona przez duże okno dachowe, a także wzbogacona rozbudowanym zestawem cyfrowych paneli. Minimalistyczno zaaranżowana deska rozdzielcza, która płynnie łączy się z wysoko poprowadzonym tunelem środkowym, tworzona jest przez trzy wyświetlacze: cyfrowy, centralny do sterowania głównymi funkcjami pojazdu oraz boczny, przeznaczony do obsługi systemu multimedialnego dla pasażera. Leapmotor C11 wyposażony został w zewnętrzne radary, które zapewniają poruszanie się na trzecim poziomie półautonomicznej jazdy.

### Sprzedaż
C11 powstał z myślą o sprzedaży na wewnętrznym rynku chińskim, debiutując oficjalnie we wrześniu 2021 roku. Z 159 900 juanów za najtańszą wersję wyposażeniową w momencie debiutu, Leapmotor obrał strategię konkurencyjnych cen relatywnie niższych dla najważniejszych modeli konkurencji takich marek jak NIO czy Tesla. Przełożyło się to na dużą popularność rynkową wśród chińskich nabywców, w 2022 roku znajdując miesięcznie średnio 4 tysiące nowych właścicieli i stając się przez to jednym z najpopularniejszych elektrycznych SUV-ów w tym kraju.

### Dane techniczne
Leapmotor C11 to samochód początkowo oferowany wyłącznie jako w pełni elektryczny, który trafił do sprzedaży w dwóch wariantach: tylnonapędowym oraz AWD. Podstawowy rozwija moc 268 KM i 360 Nm maksymalnego momentu obrotowego, z kolei topowy - 536 KM i 720 Nm maksymalnego momentu obrotowego, rozpędzając się do 100 km/h w odpowiednio 7,4 oraz 4 sekundy. Tylnonapędowa odmiana dostępna jest z 76,6 kWh lub 90 kWh, co pozwala na przejechanie odpowiednio 510 lub 610 kilometrów na jednym ładowaniu według chińskiego cyklu pomiarowego NEDC. Topowy C11 z napędem AWD połączony jest wyłącznie z 90 kWh pakietem akumulatorów, które umożliwiają przejechanie do 550 kilometrów na jednym ładowaniu.
W lutym 2023 ofertę poszerzyła hybrydowa odmiana "EREV", która pod kątem wizualnym wyróżniła się wlotem powietrza między reflektorami. Układ napędowy wzbogacił z kolei turbodoładowany, trzycylindrowy silnik benzynowy o pojemności 1,2 litra i mocy 131 KM. Jednostka spalinowa pełni funkcję tzw. range extendera, wyłużając zacięg w trybie mieszanym do ok. 1024 kilometrów. W trybie czysto elektrycznym samochód może pokonać ok. 285 kilometrów.